# Les Diables du désert
Pour plus de détails, voir Fiche technique et Distribution.
Les Diables du désert (titre original : Sea of Sand) est un film britannique de Guy Green sorti en 1958.

## Synopsis
Avant la bataille d'El-Alamein, des soldats anglais de LRDG, reçoivent pour mission de détruire un dépôt de carburant, appartenant à des troupes ennemies. Mais pour cela, ils doivent traverser le désert dont l'environnement s'avère hostile et dangereux, ce qui complique l'opération.

## Fiche technique
- Titre original : Sea of Sand
- Réalisation : Guy Green
- Scénario : Robert Westerby d'après une histoire de Sean Fielding
- Directeur de la photographie : Wilkie Cooper
- Montage : Gordon Pilkington
- Musique : Clifton Parker
- Production : Robert S. Baker et Monty Berman
- Genre : Film de guerre
- Pays :  Royaume-Uni
- Durée : 97 minutes (1 h 37)
- Date de sortie :
  -  Royaume-Uni : 4 novembre 1958 (Londres), 7 novembre 1958
  -  France : Avril 1959

## Distribution
- Richard Attenborough (VF : Jacques Marin) : Brody
- John Gregson (VF : Pierre Gay) : Capt. Bill Williams
- Michael Craig (VF : Michel Roux) : Capt. Tim Cotton
- Vincent Ball (VF : Marc Cassot) : Sgt. Nesbitt
- Percy Herbert (VF : Jean Clarieux) : White (« Blanco » en VF)
- Barry Foster (VF : Michel François) : Cpl. Jim Matheson
- George Murcell (VF : Jean Amadou) : Cpl. Simms
- Andrew Faulds (VF : Jean-Jacques Delbo) : Sgt. Parker
- Ray McAnally (VF : René Bériard) : Sgt. Hardy
- Harold Goodwin : le premier observateur de route aux jumelles
- Tony Thawton (VF : René Bériard) : Capt. Giles
- Dermot Walsh (VF : Roland Ménard) : Maj. Simon Jeffries
- George Mikell : Officier allemand